# Bachiangchaleunsook
Bachiangchaleunsook hay Batiengchaleunsouk là một huyện (muang, mường) thuộc tỉnh Champasack ở hạ Lào .